# Daniela Costian
Daniela Costian (née le 30 avril 1965 à Brăila) est une athlète australienne d'origine roumaine (naturalisée en 1990), spécialiste du lancer du disque. 

## Biographie
Elle détient le record de Roumanie de la discipline avec 73,84 m réalisés en 1988.
Naturalisée Australienne en 1990, elle remporte la médaille de bronze aux Jeux olympiques de 1992, puis devient vice-championne du monde l'année suivante à Stuttgart, battue par la Russe Olga Chernyavskaya.
En 1994 elle établit le record d'Océanie du lancer du disque avec 68,72 m réalisés à Auckland. Ce record n'est battu qu'en 2017 par Dani Stevens.

### Palmarès
| Date | Compétition                | Lieu              | Résultat | Performance |
| ---- | -------------------------- | ----------------- | -------- | ----------- |
| 1985 | Universiade                | Kōbe              | 3e       | 63,20 m     |
| 1986 | Championnats d'Europe      | Stuttgart         | 7e       | 61,42 m     |
| 1991 | Championnats du monde      | Tokyo             | 5e       | 66,06 m     |
| 1992 | Jeux olympiques            | Barcelone         | 3e       | 66,24 m     |
| 1993 | Championnats du monde      | Stuttgart         | 2e       | 65,36 m     |
| 1994 | Goodwill Games             | Saint-Pétersbourg | 3e       | 63,72 m     |
| 1994 | Jeux du Commonwealth       | Victoria          | 1re      | 63,72 m     |
| 1994 | Coupe du monde des nations | Londres           | 3e       | 63,38 m     |
| 1995 | Championnats du monde      | Göteborg          | 12e      | 56,46 m     |

### Records
| Épreuve          | Performance  | Lieu     | Date          |
| ---------------- | ------------ | -------- | ------------- |
| Lancer du disque | 73,84 m (NR) | Bucarest | 30 avril 1988 |